# No (Shakira)
No è un brano musicale della cantante colombiana Shakira, pubblicato il 2 luglio 2005, estratto come secondo singolo dall'album Fijaciòn Oràl Vol.1, rilasciato il 3 giugno 2005.

## Classifiche
| Classifiche (2005)          | Posizione massima |
| --------------------------- | ----------------- |
| Colombia                    | 2                 |
| Costa Rica                  | 9                 |
| El Salvador                 | 5                 |
| Guatemala                   | 2                 |
| Honduras                    | 6                 |
| Messico                     | 6                 |
| Panama                      | 3                 |
| Stati Uniti Hot Latin Songs | 11                |
| Venezuela                   | 4                 |